# San Marzano di San Giuseppe
San Marzano di San Giuseppe é uma comuna italiana da região da Puglia, província de Taranto, com cerca de 8.830 habitantes. Estende-se por uma área de 19 km², tendo uma densidade populacional de 465 hab/km². Faz fronteira com Fragagnano, Francavilla Fontana (BR), Grottaglie, Sava, Taranto.

## Demografia
| Variação demográfica do município entre 1861 e 2011                               |
|                                                                                   |
| Fonte: Istituto Nazionale di Statistica (ISTAT) - Elaboração gráfica da Wikipedia |